# Cousinia butkovii
Cousinia butkovii es una especie  de plantas con flores perteneciente a la familia de las asteráceas. Es originaria de Uzbekistán. 

## Taxonomía
Cousinia butkovii fue descrita por Tschern. & Vved. y publicado en Not. Syst. Herb. Inst. Bot. Acad. Sci. Uzbekistan 16: 54. 1961.